# Umuttepe, Çaldıran
Umuttepe là một xã thuộc thành phố Çaldıran, tỉnh Van, Thổ Nhĩ Kỳ. Dân số thời điểm năm 2011 là 1.402 người.